# Ріка Райніш
Ріка Райніш  (нім. Rica Reinisch, 6 квітня 1965) — німецька плавчиня, олімпійська чемпіонка.

## Виступи на Олімпіадах
| Олімпіада   | Дисципліна                      | Місце |
| ----------- | ------------------------------- | ----- |
| Москва 1980 | плавання на 100 метрів на спині | 1     |
| Москва 1980 | плавання на 200 метрів на спині | 1     |
| Москва 1980 | комплексна естафета 4 × 100     | 1     |